# Convenzione del 1929
La Convenzione del 1929 fu un accordo internazionale stipulato tra l'Unione Sovietica e la Repubblica di Cina, riguardante la gestione e il controllo della Ferrovia Orientale Cinese. Il trattato fu firmato a seguito delle tensioni diplomatiche e militari tra i due paesi, culminate nella crisi della Ferrovia Orientale Cinese del 1929.

## Contesto storico
Dopo la rivoluzione russa del 1917, la gestione della Ferrovia Orientale Cinese divenne motivo di attrito tra l'Unione Sovietica e la Cina. Nel 1929, il governo cinese tentò di prendere il controllo della ferrovia, portando a scontri armati con le forze sovietiche. L'intervento militare sovietico portò alla sconfitta delle forze cinesi e alla successiva negoziazione di un accordo.

## Contenuto della convenzione
La Convenzione del 1929 stabiliva che:
- L'Unione Sovietica manteneva il controllo amministrativo e operativo della Ferrovia Orientale Cinese.
- La Cina riconosceva i diritti sovietici sulla ferrovia, pur conservando una quota nella gestione.
- Le relazioni diplomatiche tra i due paesi venivano normalizzate dopo il conflitto.

## Conseguenze
L'accordo permise all'Unione Sovietica di consolidare la propria influenza sulla Manciuria fino al 1935, quando la ferrovia venne venduta al Giappone. La convenzione segnò un momento chiave nelle relazioni sino-sovietiche e dimostrò la capacità dell'Unione Sovietica di proiettare il proprio potere militare nella regione.